# Vertretung des Landes Brandenburg beim Bund

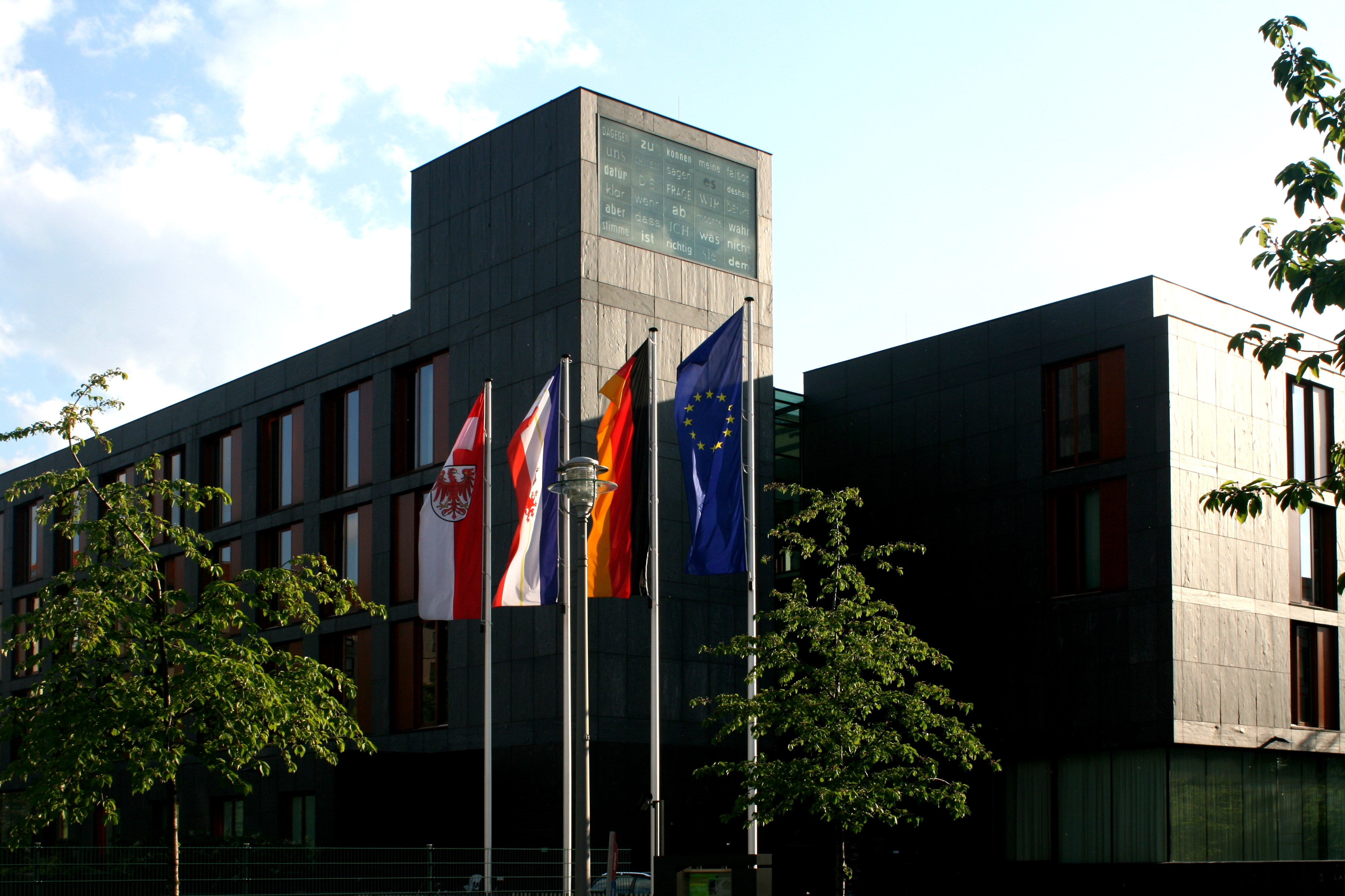
Die Vertretung der Länder Brandenburg und Mecklenburg-Vorpommern beim Bund in den Ministergärten

Die Vertretung des Landes Brandenburg beim Bund hat ihren Sitz in den Ministergärten im Berliner Ortsteil Mitte des gleichnamigen Bezirkes.

## Behörde
Der Bevollmächtigte des Landes Brandenburg beim Bund und Beauftragte für Internationale Beziehungen ist Staatssekretär David Kolesnyk. Organisatorisch ist die Landesvertretung der Brandenburgischen Staatskanzlei zugehörig und wird dort als eigenständige Abteilung geführt.

## Funktion
Die wichtigste Aufgabe der Landesvertretung ist die Mitwirkung bei den Gesetzgebungstätigkeiten der Bundesregierung, bei denen Länderinteressen berührt werden und eine Bundesratsbeteiligung erforderlich ist. Vermittelndes Gremium zwischen Bund und Ländern sind die Ausschüsse des Bundesrates, bei denen Angehörige der Landesvertretungen aller Länder die Interessen und Standpunkte (in Abstimmung mit der Landesregierung) ihrer Länder darlegen und die Bundesinitiative votiert wird. Die Vertretung als zentraler Rücklaufpunkt der Ergebnisse der Ausschüsse verteilt die Ergebnisse der Ausschusssitzungen wiederum an die jeweils thematisch zuständigen Landesministerien und koordiniert im weiteren Verlauf die Abstimmung zwischen dem Bund und Brandenburg, bis zur endgültigen Abstimmung im Bundesrat.
Zudem hat die brandenburgische Landesvertretung repräsentative Aufgaben. Als Austragungsort für gehobenere Veranstaltungen werden hier wichtige Kontakte auf politischer, kultureller oder wirtschaftlicher Ebene mit Bezug zum Land Brandenburg geschaffen und vertieft.

## Gebäude
Das Gebäude der Vertretung teilt sich Brandenburg mit der des Landes Mecklenburg-Vorpommern. Es befindet sich in unmittelbarer Nähe zum Denkmal für die ermordeten Juden Europas.
Die Landesvertretung wurde von 1999 bis 2001 gebaut, der Entwurf stammt von dem Hamburger Architekturbüro gmp (Gerkan, Marg und Partner). Zwei drei- bzw. viergeschossige Flügel mit L-förmigem Grundriss stehen sich gegenständig gegenüber, verbunden durch eine zentrale Halle mit dem gemeinsamen Veranstaltungssaal. Der Bau wurde zunächst mit einer Schieferfassade verkleidet. Nachdem die Schieferplatten sich aus der Verankerung lösten und herabfielen, wurde von 2011 bis 2013 die Fassade durch Granitplatten ersetzt.

## Bevollmächtigte des Landes Brandenburg beim Bund
- 1900–1999: Hans Otto Bräutigam, Minister für Justiz, Bundes- und Europaangelegenheiten
- 1999–2002: Dirk Brouër, Staatssekretär
- 2002–2004: Hans-Joachim Pfaff, Staatssekretär
- 2004–2009: Gerd Harms, Staatssekretär
- 2009–2014 Tina Fischer, Staatssekretärin
- 2014–2016: Thomas Kralinski, Staatssekretär
- 2016–2018: Martin Gorholt, Staatssekretär
- 2018–2019: Thomas Kralinski, Staatssekretär
- 2019–2022: Jutta Jahns-Böhm, Staatssekretärin
- 2022–2024: Friederike Haase, Staatssekretärin
- seit 2024: David Kolesnyk, Staatssekretär